# قيصر 2
قيصر 2(بالإنجليزية: Caesar II)هي لعبة إستراتيجية، صدرت في 4 سبتمبر 1995 على منصة ماكنتوش، مايكروسوفت ويندوز، إم إس-دوس.